# Roberto Vernetti
Roberto Vernetti (Casale Monferrato, 25 luglio 1965) è un musicista e produttore discografico italiano.

## Biografia
Roberto Vernetti è sempre stato in equilibrio tra l'underground e il mainstream, dimostrando il suo valore su album innovativi quali Sempre Più Vicini dei Casino Royale, l'album Üst degli Üstmamò, i primi due album dei Delta V, i primi due album de La Pina, Gift e Happiness Is Home di Elisa, RSU, Francesco-C, Raiz, Bugo, Mauro Ermanno Giovanardi, ma anche su lavori decisamente più mainstream per Elio e le Storie Tese, Patty Pravo, Irene Grandi, Mina, Pacifico, Mario Venuti e Dolcenera.
Come remixer, non orientato su versioni dance ma con una sensibilità particolare per la reinterpretazione della canzone, ha realizzato versioni per Frankie hi-nrg mc, Delta V, CSI, La Crus, Casino Royale, ma anche per Carmen Consoli, Patty Pravo, Raf ed Elisa. Ultimamente ha remixato alcune tracce per Cary Nokey, la band di newyorkese di Robert Fusari, gia produttore e autore del primo album di Lady Gaga.
Come musicista, inizia come bassista degli Indigesti, storica band hardcore dei primi anni ottanta per cui produce anche l'album Osservati dall'inganno, per poi trasformarsi da chitarrista new wave a musicista elettronico, con escursioni nei primi esperimenti del rap italiano.
Questo percorso genera poi il progetto Aeroplanitaliani, nati nel 1986 dall'incontro con Alessio Bertallot. Aeroplanitaliani riceve il premio della critica al Festival di Sanremo 1992. Pubblicano poi altri due album: nel 2005 Sei Felice? e nel 2007 Tuttoattaccato.
Come programmatore, ha contribuito alla realizzazione di album di Fiorella Mannoia, Teresa De Sio, Fabio Concato, Claudio Baglioni, Enrico Ruggeri, Daniele Silvestri, ecc.
Collabora alla composizione di colonne sonore per il cinema, tra cui L'imbalsamatore di Matteo Garrone, La seconda notte di nozze di Pupi Avati, Passo a due di Andrea Barzini e Arrivederci amore, ciao di Michele Soavi, dove la title track da lui prodotta e cantata da Caterina Caselli, riceve il Premio David di Donatello per la migliore canzone originale.
Nel 2005 riceve al MEI il premio come Migliore Produttore Artistico dell'anno.
Per il teatro, ha collaborato con la Banda Osiris al progetto sonoro dello spettacolo Volume, in Dolby Stereo e ha realizzato per loro le rielaborazioni sonore in tre cicli di trasmissioni radiofoniche RAI.
Ha composto e realizzato musiche di spot TV per Kahlua, Volkswagen, Iceberg, Mazda e Aperol.
Tiene seminari su produzione e tecniche di remix e missaggio creativo. È stato docente presso l'Istituto Europeo di Design a Milano.
Nel 2009 prende parte alla terza edizione di X Factor in qualità di vocal-coach per la squadra del giudice Claudia Mori. Nel 2015 è producer del giudice Skin in X Factor 9. Nel 2019 è producer del giudice Malika Ayane in X Factor 13.
Il SOLO Studio, è stato il suo personale setup di lavoro, in oltre 20 anni di esperienze tra Milano (1992-1998), Londra (1998-2001), Bologna (2002-2007) e Vercelli (2007-2014). Nel 2015 è nata NEXT3, una nuova struttura immersa in un polo creativo nei pressi di Bergamo, un team di creazione, scrittura e produzione musicale che è il suo ultimo progetto.

## Discografia
- 1985 - Indigesti - Osservati dall'inganno - songwriting, produzione, missaggio
- 1988 - Banda Osiris - Album 1,2,3,4 - produzione, programmazione
- 1991 - Claudio Bisio - Paté d'animo - programmazione
- 1992 - Elio e le Storie Tese - Italyan, Rum Casusu Çikti - programmazione
- 1992 - Aeroplanitaliani - Stile libero - songwriting, produzione, missaggio, programmazione
- 1993 - Mino Reitano - Gianni Ippoliti - Papà - produzione, programmazione
- 1993 - Maurizio Nichetti - Stefano Quantestorie - programmazione
- 1993 - Teresa De Sio - La mappa del mondo nuovo - programmazione
- 1993 - Adelmo e i suoi Sorapis - Walzer d'un Blues - programmazione
- 1993 - Frankie hi-nrg mc - Faccio la mia cosa - remix, programmazione
- 1994 - Fiorella Mannoia - Gente comune - programmazione
- 1994 - Sergio Messina - La vendetta del mulino bianco - produzione, missaggio, programmazione
- 1994 - Casino Royale - Re senza trono - programmazione
- 1994 - Daniele Silvestri - Daniele Silvestri - programmazione
- 1995 - La Pina - (Il cd del-)la Pina - produzione, missaggio
- 1995 - Joe Cool - Ercole - remix, missaggio, programmazione
- 1995 - Claudio Baglioni - Io sono qui - programmazione
- 1995 - Rsu - Esperienze del limite - produzione, missaggio, remix, programmazione
- 1996 - Casino Royale - Sempre più vicini - programmazione
- 1996 - Üstmamò - Üst - produzione, programmazione
- 1996 - Variazioni - Tempus fugit - produzione, missaggio, programmazione
- 1996 - Fabio Concato - Blu - programmazione
- 1996 - Mao e la Rivoluzione - Sale - missaggio, remix, programmazione
- 1996 - Carmen Consoli - Quello che sento - missaggio, remix, programmazione
- 1996 - La Crus - Francesca Lago - Natura morta - produzione, missaggio remix, programmazione
- 1996 - La Crus - Nera signora - missaggio, remix, programmazione
- 1997 - EstAsia - Stasi - produzione, missaggio, programmazione
- 1997 - EstAsia - Solidea - produzione, missaggio, programmazione
- 1997 - Patty Pravo - Pensiero stupendo '97 - missaggio, remix, programmazione
- 1997 - Francesca Lago - Mosca Bianca - produzione, missaggio, programmazione
- 1997 - Avion Travel - Dormi e sogna - missaggio, remiox, programmazione
- 1998 - Patty Pravo - Angelus - missaggio, remix, programmazione
- 1998 - Delta V - Spazio - produzione, missaggio
- 1998 - Delta V - Se telefonando - missaggio, remix, programmazione
- 1998 - La Pina - Piovono angeli - produzione, missaggio
- 1999 - Delta V - Psychobeat - produzione, missaggio, programmazione
- 1999 - La Crus - Un giorno in più (insieme a te) - produzione, programmazione
- 1999 - Dottor Livingstone - Al centro del mondo - produzione, missaggio, programmazione
- 1999 - La Crus - L'uomo che non hai - produzione, programmazione
- 1999 - Üstmamò - Opera soap - missaggio, remix, programmazione
- 1999 - Raf - La danza della pioggia - missaggio, remix, programmazione
- 2000 - Dottor Livingstone - Tredinotte - produzione, missaggio, programmazione
- 2000 - Laura Moreno Garcia - Laura Moreno Garcia - produzione, missaggio, programmazione
- 2000 - Elisa - Asile's World - produzione, missaggio
- 2000 - Elisa - Gift Morning Brew Remix - missaggio, remix, programmazione
- 2000 - Leda Battisti - Blu moon babe - missaggio, remix, programmazione
- 2000 - Delta V - Ornella Vanoni - L'infinito - produzione, missaggio, prograqmming
- 2000 - Antonio Capuano - Luna rossa - missaggio
- 2000 - Gerardina Trovato - Mammone - produzione, missaggio, programmazione
- 2001 - La Crus - Patty Pravo Manuel Agnelli - Pensiero Stupendo - produzione, programmazione
- 2001 - Delta V - Un'estate fa - produzione, programmazione
- 2001 - Angela Baraldi - Rosa sporco - produzione, missaggio
- 2001 - Irene Grandi - Sconvolto così - produzione, missaggio
- 2002 - Francesco-C - Standard - produzione, missaggio, programmazione
- 2002 - Radiodervish - Centro del Mundo - produzione, missaggio, programmazione
- 2002 - Patty Pravo - Radio Station - produzione, missaggio, programmazione
- 2002 - Valeria Rossi - Pensavo a te - missaggio, remix, programmazione
- 2003 - Le Group - Sensualità - produzione, missaggio, programmazione
- 2003 - Ninfa - Love syndrome - produzione, missaggio, programmazione
- 2003 - Il Nucleo - Meccanismi - produzione, missaggio, programmazione
- 2003 - Daniela "O" - Tuca Tuca - produzione, missaggio, programmazione
- 2004 - Roulette Cinese - Che fine ha fatto baby love - missaggio
- 2004 - Raiz - WOP - produzione, missaggio, programmazione
- 2004 - Bugo - Golia e Melchiorre - produzione, missaggio, programmazione
- 2004 - HANA B - Camera Oscura - produzione, missaggio, programmazione
- 2004 - Mina - Bula Bula - programmazione
- 2004 - Aeroplanitaliani - Canzone d'amore - songwriting, produzione, missaggio, programmazione
- 2005 - Aeroplanitaliani - Sei felice? - songwriting, produzione, missaggio, programmazione
- 2005 - Federico Poggipollini - Sette minuti - produzione, missaggio, programmazione
- 2005 - Marta Gerbi - Destiny's calling - produzione,missaggio, programming
- 2005 - Madreluna - Ci pensi mai - produzione,missaggio, programmazione
- 2005 - Agnese Manganaro - E vai via - produzione, missaggio, programmazione
- 2006 - Pablo Ciallella - Dura la vita a Milano città - produzione, missaggio, programmazione
- 2006 - Cecco - La libertà - produzione, missaggio, programmazione
- 2006 - Caterina Caselli - Arrivederci amore, ciao 2006 - produzione, missaggio, programmazione
- 2006 - Resound - La mente mente - produzione, missaggio, programmazione
- 2006 - Paolo Fresu - Isangoma - missaggio, remix, programmazione
- 2007 - Cecco - I Love You - produzione, missaggio, programmazione
- 2007 - Pablo Ciallella - Fast food universale - produzione, missaggio
- 2007 - Cochi e Renato - Finché c'è la salute - produzione, missaggio
- 2007 - Aeroplanitaliani - Bella - songwriting, produzione, missaggio, programmazione
- 2007 - Pablo Ciallella - Pablo Ciallella - produzione, missaggio, programmazione
- 2007 - Ultimavera - Dimore - produzione
- 2007 - Officine Pan - Dividimi - produzione, missaggio, programmazione
- 2007 - Yumiko - Lividi - produzione, missaggio programmazione
- 2007 - Roulette Cinese - Ibridomeccanico - missaggio
- 2008 - Botto&Bruno e The Family - Not Much Future For Kess And Billy - produzione, missaggio, programmazione
- 2008 - Officine Pan - Officine Pan - produzione, missaggio, programmazione
- 2008 - Smodati - Ragazza - produzione, missaggio
- 2008 - TooMuchBlond - Nessun difetto - produzione, missaggio
- 2008 - TooMuchBlond - Theo è solo - produzione, missaggio
- 2009 - Pacifico - Dentro ogni casa - produzione, missaggio, programmazione
- 2009 - Ingrid - Les Jeux Sont Faites - produzione, missaggio, programmazione
- 2009 - Dolcenera - Dolcenera nel paese delle meraviglie - produzione, missaggio, programmazione
- 2010 - Silvia Tancredi - Leggero - missaggio
- 2010 - Enrico Ruggeri - Vivi - remix, missaggio, programmazione
- 2011 - Raf - Un'emozione inaspettata - remix, missaggio, programmazione
- 2011 - Max Pezzali - Terraferma - produzione, missaggio, programmazione
- 2011 - Mauro Ermanno Giovanardi - Ho sognato troppo l'altra notte? - produzione, missaggio, programmazione
- 2011 - Dolcenera - Evoluzione della specie - produzione, missaggio, programmazione
- 2012 - Celeste Gaia - Millimetro - produzione, missaggio, programmazione
- 2012 - Antonella Lo Coco - Cuore scoppiato - produzione, missaggio, programmazione
- 2012 - Dolcenera - Evoluzione della specie 2 - produzione, missaggio, programmazione
- 2012 - Mario Venuti - Quello che ci manca - produzione, missaggio, programmazione
- 2012 - Decò - Il fiume - produzione, missaggio, programmazione
- 2012 - Denise - Uninverse - produzione, missaggio, programmazione
- 2012 - Fréres Chaos - Coltiva l'inverno - produzione, missaggio, programmazione
- 2013 - Ally - Sole di festa - produzione, missaggio, programmazione
- 2013 - Francesco Sarcina - Tutta la notte - produzione, programmazione
- 2013 - Emanuele Barbati - Finalmente - produzione, programmazione
- 2013 - Francesco Sarcina - Odio le stelle - produzione, programmazione
- 2013 - Cary Nokey - Sweet Disaster - missaggio, programmazione, remix
- 2013 - Cary Nokey - Incredible - missaggio
- 2013 - Cary Nokey - Now or Never - missaggio, programmazione, remix
- 2013 - Cary Nokey - Do you feel al right - missaggio, programmazione, remix
- 2014 - Cary Nokey - B Who U R - produzione, missaggio, programmazione
- 2014 - Ron - Un abbraccio unico - produzione, programming
- 2014 - Francesco Sarcina - Io - produzione, programmazione
- 2015 - Emanuele Barbati - Ecco arriva il sole - produzione, programmazione
- 2015 - Mauro Ermanno Giovanardi - Il mio stile - produzione
- 2015 - Honor - Never Off - songwriting, produzione, programmazione, missaggio
- 2015 - Caroline Koch - Timeless - songwriting, produzione, programmazione, missaggio
- 2015 - Andrea Nardinocchi - L'unica semplice - produzione, programmazione
- 2015 - Caroline Koch - Before The Sun Goes Down - songwriting, produzione, programmazione, missaggio
- 2015 - Enrica Tara - I Found You - produzione, programmazione, missaggio
- 2016 - Merifiore - Tell Me - produzione, programmazione
- 2016 - Anna Oxa - L'America non c'è - produzione, programmazione, missaggio
- 2016 - Mahmood - Dimentica - produzione, programmazione, missaggio
- 2016 - Malika Ayane - Naif Club Tour - produzione, arrangiamenti
- 2016 - Forjay - L'amore è una scelta - produzione, programmazione
- 2017 - Sharon Selene - Iron Hearts - produzione, programmazione, missaggio
- 2017 - Emanuele Barbati - Sorrido al sole - produzione, programmazione
- 2017 - Jo M - Reazioni di cuore - produzione, programmazione, missaggio
- 2017 - Omar Pedrini - Dimmi non ti amo - produzione, programmazione
- 2017 - Non Giovanni - Dan Brown - produzione, programmazione
- 2017 - Sonohra - Destinazione mondo - produzione, programmazione, missaggio
- 2017 - Lilian More - Belong To No One - produzione, programmazione, missaggio
- 2017 - Jose Nunes - Parlami ancora - produzione, programmazione, missaggio
- 2017 - Giovanni Montalbano - Fra le nuvole - produzione, programmazione, missaggio
- 2017 - Sonohra - Per ricominciare - produzione, programmazione, missaggio
- 2018 - Dolcenera - Regina Elisabibbi - produzione, programmazione, missaggio
- 2018 - Dolcenera - Un altro giorno sulla Terra - produzione, programmazione, missaggio
- 2018 - Jose Nunes - Va bene così - produzione, programmazione, missaggio
- 2018 - Andrea D'Alessio - Un altro mondo - produzione, programmazione, missaggio
- 2018 - Malika Ayane - Domino Tour - produzione, arrangiamento
- 2018 - Officine Bukowski - Il primo giorno d'inverno - produzione, programmazione
- 2019 - Helle - San Pietroburgo - produzione, programmazione, missaggio
- 2019 - Dolcenera - Più forte - produzione, programmazione
- 2019 - Disarmo - Il resto del tempo - produzione, programmazione
- 2019 - Helle - Serenity - produzione, programmazione, missaggio
- 2019 - Disarmo - Occhi neri - produzione, programmazione
- 2019 - Jose Nunes - Te Lo Digo Bailando - produzione, programmazione, missaggio
- 2019 - Santamanu - Coca Cola - produzione, programmazione, missaggio
- 2019 - Dolcenera - Amaremare - produzione
- 2019 - Mania - Adesso che - produzione, programmazione, missaggio
- 2019 - Malika Ayane - Wow (niente aspetta) - produzione, programmazione, missaggio
- 2019 - Davide Rossi - Glum - produzione, programmazione, missaggio
- 2019 - Helle - Romantik - produzione, programmazione, missaggio
- 2019 - Forjay - Siamo eternità - produzione, programmazione, missaggio
- 2020 - Clara Moroni - All Over - songwriting, produzione, programmazione, missaggio
- 2020 - Matilde G - Cup Of Tea - produzione, programmazione, missaggio
- 2020 - Cloude - Resta Con Me - songwriting, produzione
- 2020 - Clara Moroni - Reputation - songwriting, produzione, programmazione, missaggio
- 2020 - Cloude feat. Blue Virus - Ti avrei voluta - songwriting, produzione
- 2020 - Cloude - Fuori - songwriting, produzione
- 2020 - Matilde G - Sorry Wrong Person - produzione, programmazione, missaggio
- 2020 - Dalise - Come Vorrei - produzione, programmazione, missaggio
- 2020 - Anna Oxa - Primo Cuore (Canto Nativo) - produzione, programmazione, missaggio
- 2021 - Helle - Carovane - programmazione, missaggio
- 2021 - Helle - Rispetto - programmazione, missaggio
- 2021 - Mania - Che giorno è - produzione, programmazione, missaggio
- 2021 - Helle - Disonore - programmazione, missaggio
- 2021 - Helle - Tom - programmazione, missaggio
- 2021 - Helle - Tu Mi Volevi Bene - programmazione, missaggio
- 2021 - Giovanni Usai - Nuvola Rosa - produzione, programmazione, missaggio
- 2021 - Helle - Chimere - programmazione, missaggio
- 2021 - Helle - 2,107 - programmazione, missaggio
- 2022 - Mania - Iceberg - produzione, programmazione, missaggio
- 2022 - Giallo - Walking By - produzione, programmazione, missaggio
- 2022 - Giovanna Turi - La Vita È Pazzesca - missaggio
- 2022 - Mania - Somma Zero - produzione, programmazione, missaggio
- 2022 - Giovanni Usai - All'Improvviso - produzione, programmazione, missaggio
- 2022 - Soandely - Purple - produzione, programmazione, missaggio
- 2022 - Matteo Becucci - Origami - produzione, programmazione, missaggio
- 2022 - Giallo - Spi E Piggy - produzione, programmazione, missaggio
- 2022 - La Timidezza Delle Chiome - Soundtrack - songwriting, produzione, programmazione, missaggio
- 2022 - Mania - Little Boy - produzione, programmazione, missaggio
- 2022 - Matteo Becucci, Franca Pinna - Che Natale è' - produzione, programmazione, missaggio
- 2022 - Mania - Sei come vorrei - produzione, programmazione, missaggio
- 2022 - Soandely - Blind Willow - produzione, programmazione, missaggio
- 2022 - Dolcenera - Anima Mundi - produzione, programmazione, missaggio
- 2023 - Mania - Urlo alla Luna - produzione, programmazione, missaggio
- 2023 - Helle - Oggi È Già Ieri, Il Domani È Eterno - programmazione, missaggio
- 2023 - Helle - La Liberazione - missaggio

## Soundtrack
- 2000 - Antonio Capuano - Luna rossa - missaggio
- 2002 - Matteo Garrone - L'Imbalsamatore - songwriting, produzione, missaggio, programmazione
- 2005 - Pupi Avati - Serenata del mangiatore d'ortica - La seconda notte di nozze - songwriting, produzione
- 2005 - Andrea Barzini - Passo a due - songwriting, produzione, missaggio, programmazione
- 2006 - Michele Soavi - Arrivederci Amore, Ciao - produzione, missaggio, programmazione
- 2022 - Valentina Bertani - La Timidezza Delle Chiome - songwriting, produzione, missaggio, programmazione

## Advertising
- 1991 - 1993 - Jinglebell - casa di produzione musica per commercials - programmazione
- 1991 - 1993 - Music Production - casa di produzione musica commercials - programmazione
- 1994 - 1994 - Kahlúa - commercial - composizione, produzione, realizzazione musica, mix
- 1994 - 1994 - Volkswagen - commercial - composizione, produzione, realizzazione musica, mix
- 1994 - 1994 - Iceberg - commercial - composizione, produzione, realizzazione musica, mix
- 2000 - 2000 - DCC Russia - commercial - composizione, produzione, realizzazione musica, mix
- 2000 - 2000 - Mazda - commercial - composizione, produzione, realizzazione musica, mix
- 2006 - 2009 - Aperol - commercial - composizione, produzione, realizzazione musica, mix
- 2021- 2021 - Lamborghini Countach - produzione, realizzazione musica, mix
- 2021- 2021 - Sorgenia - Sound Logo - produzione, realizzazione musica, mix
- 2021- 2023 - Sorgenia - commercial - produzione, realizzazione musica, mix
- 2023 - 2023 - Bellissima - commercial - produzione, realizzazione musica, mix
- 2023 - 2023 - DAZN - mix

## Installazioni
- 1989 - sonorizzazione mostra "Work In Progress", Auditorium Santa Chiara di Vercelli
- 2018 - Malika Immersive Remix - Auditorium Parco Della Musica di Roma
- 2018 - Malika Immersive Remix - Teatro Degli Arcimboldi di Milano
- 2018 - Bicyclops - installazione M9 Museo Della Tecnologia di Mestre
- 2021 - Duomo Gotico Pungente - sonorizzazione dell'opera di Maurizio Galimberti - Mercato Centrale di Milano
- 2022 - What's Going On? - Superficie Assoluta, Fuorisalone 5VIE Design Week - Terrazza Hotel Ariston Milano
- 2023 - Torre Velasca QR Code: Quick Re-Evolution Code - installazione digitale di Elena Salmistraro - Fuorisalone - soundtrack

## Riconoscimenti
- 1992 – Festival di Sanremo Premio Della Critica – Aeroplanitaliani "Zitti Zitti"
- 2002 – Candidatura al David di Donatello per Migliore Colonna Sonora – Matteo Garrone “L’Imbalsamatore”
- 2005 – Premio MEI Migliore Produttore Artistico dell'Anno
- 2006 – David di Donatello per la Migliore Canzone Originale – Caterina Caselli "Arrivederci Amore, Ciao"
- 2015 – Premio Tenco al Miglior Album – Mauro Ermanno Giovanardi "Il Mio Stile"
- 2021 – Premio Lunezia Nuove Proposte – Helle
- 2021 – Premio Speciale Indie Music Like – Helle

## Musicista
- 1982 - 1984 - Indigesti - bassista
- 1985 - 1993 - Aeroplanitaliani - chitarrista, autore, produttore, programmatore
- 2004 - 2007 - Aeroplanitaliani - chitarrista, autore, produttore, programmatore

## Televisione
- 2009 - X Factor 3 - vocal coach con il giudice Claudia Mori, categoria “Over 25”
- 2015 - X Factor 9 - producer con il giudice Skin, categoria “Under Donna”
- 2019 - X Factor 13 - producer con il giudice Malika Ayane, categoria “Under Uomini”

## Web Series
- 2016 - Mario Castiglione - Cover Mashup - progettazione
- 2017 - Thomas Cheval - #ioviaggioconte - progettazione
- 2018 - Lilian More - Sweet Dreams - progettazione, regia
- 2018 - Tailor Made Music - Interviews - progettazione, regia
- 2018 - Tailor Made Music - Inside The Music - progettazione, regia
- 2018 - Sito - Squisito - progettazione
- 2018 - Dolcenera - Dolcenera Meets Trap - progettazione, regia
- 2018 - Helle - Helle VHS Rips - progettazione, regia

## Collaborazioni teatrali
- Banda Osiris - Volume! In dolby stereo - progetto sonoro
- Banda Osiris - Una finestra sul mondo della musica - progetto sonoro
- Banda Osiris - Beethoven è in vacanza - progetto sonoro
- Banda Osiris - Banda Osiris gran turismo - progetto sonoro
- Sandro Berti - La crociata dei bambini - progetto sonoro